# Ratpenat de Barbados
El ratpenat de Barbados (Myotis nyctor) és una espècie de ratpenat de la família dels vespertiliònids que viu a Barbados i, possiblement, Grenada (Petites Antilles). En un primer moment, fou descrit com a subespècie del ratpenat de Schwartz (M. martiniquensis).
Té una llargada de cap a gropa de 45-47 mm, la cua de 35-37 mm, les orelles de 13-14 mm, les potes posteriors de 6-7 mm, els avantbraços de 32,6-36,6 mm i un pes de 5 g. El pelatge és sedós i de llargada mitjana (4-6 mm al dors i 3-4 mm al ventre). Els pèls ventrals són clarament bicolors, amb la base de color marró i la punta groguenca. La base de color marró fosc i la punta de color marró mitjà del pelatge dorsal presenta un feble contrast. Les orelles són relativament curtes i es projecten cap endavant fins al punt mitjà entre els ulls i els narius. L'osca antitragal és molt poc conspícua. Les membranes són de color marró mòmia. El plagiopatagi connecta amb els dits dels peus mitjançant un tros de membrana ample. El crani és de mida mitjana (major dimensió: 13,4-14,9 mm). La regió occipital és arrodonida. La cresta sagital sovint és absent i, quan sí que hi és, és baixa. Les crestes lambdoidals solen ser-hi i poden ser baixes o mitjanes. La morfologia alar és típica d'un insectívor aeri que vola per espais abarrotats.
Els seus hàbitats naturals són els boscos ben conservats amb arbres grossos, coves, barrancs i afloraments rocosos, els talussos coberts de bosc de caoba, les zones riberenques amb poc cabal i nombroses basses d'aigua dolça al costat del llit del riu, els matollars d'acàcies i els hàbitats modificats per la mà humana, on viu a altituds d'entre 50 i 300 msnm.
Cerca aliment entre els arbres i per sobre de l'aigua. Se n'han capturat individus a sobre de petites basses d'aigua dolça, on venien a beure i caçar insectes petits.
A Barbados se n'han capturat femelles en estat reproductiu (embarassades o lactants) a l'abril, juny-juliol i setembre-octubre. L'activitat reproductora podria ser més intensa en les temporades seques.
Es torna actiu com a mínim una hora abans de la posta de sol i es passa la nit cercant aliment. Nia majoritàriament en coves i altres hàbitats subterranis, però també en estructures artificials, com ara golfes, sostres, obres de drenatge i a sota de ponts.
Apareix a la Llista Vermella de la UICN com a espècie vulnerable. La seva distribució no passa de 1.000 km². Les principals amenaces per a la seva supervivència inclouen els huracans, el temps violent i la desforestació relacionada amb el turisme.